# داريل ديكسون
داريل ديكسون (بالإنجليزية: Daryl Dixon)‏ هو شخصية أعمال أسترالي، ولد في 26 يونيو 1942 في بوندابيرج في أستراليا.

## وصلات خارجية
- الموقع الرسمي